# Оброч
Оброч (пол. Obrocz) — село в Польщі, у гміні Звежинець Замойського повіту Люблінського воєводства.
Населення — 518 осіб (2011).
У 1975-1998 роках село належало до Замойського воєводства.

## Демографія
Демографічна структура станом на 31 березня 2011 року:
|          | Загалом | Допрацездатний вік | Працездатний вік | Постпрацездатний вік |
| -------- | ------- | ------------------ | ---------------- | -------------------- |
| Чоловіки | 258     | 52                 | 177              | 29                   |
| Жінки    | 260     | 53                 | 145              | 62                   |
| Разом    | 518     | 105                | 322              | 91                   |